# World Bowl
World Bowl er finalen i NFL Europa og den europæiske pendant til Super Bowl.
Navnet kommer fra den første sæson i 1991, hvor det daværende World League of American Football havde hold fra flere kontinenter. Siden 1995 deltager kun europæiske hold. 

## Resultat
| Nummer      | Dato År       | Vinder             | Taber              | Resultat     | By                | Stadion                   |
| ----------- | ------------- | ------------------ | ------------------ | ------------ | ----------------- | ------------------------- |
| 1991 (I)    | 9. juni 1991  | London Monarchs    | Barcelona Dragons  | 21:0         | London            | Wembley                   |
| 1992 (II)   | 6. juni 1992  | Sacramento Surge   | Orlando Thunder    | 21:17        | Montréal          | Montréals Olympiastadion  |
| 1993        | Ikke spillet  | Ikke spillet       | Ikke spillet       | Ikke spillet | Ikke spillet      | Ikke spillet              |
| 1994        | Ikke spillet  | Ikke spillet       | Ikke spillet       | Ikke spillet | Ikke spillet      | Ikke spillet              |
| 1995 (III)  | 17. juni 1995 | Frankfurt Galaxy   | Amsterdam Admirals | 26:22        | Amsterdam         | Amsterdams Olympiastadion |
| 1996 (IV)   | 23. juni 1996 | Scottish Claymores | Frankfurt Galaxy   | 32:27        | Edinburgh         | Murrayfield               |
| 1997 (V)    | 22. juni 1997 | Barcelona Dragons  | Rhein Fire         | 38:24        | Barcelona         | Barcelonas Olympiastadion |
| 1998 (VI)   | 14. juni 1998 | Rhein Fire         | Frankfurt Galaxy   | 34:10        | Frankfurt am Main | Waldstadion               |
| 1999 (VII)  | 27. juni 1999 | Frankfurt Galaxy   | Barcelona Dragons  | 38:24        | Düsseldorf        | Rheinstadion              |
| 2000 (VIII) | 25. juni 2000 | Rhein Fire         | Scottish Claymores | 13:10        | Frankfurt am Main | Waldstadion               |
| 2001 IX     | 30. juni 2001 | Berlin Thunder     | Barcelona Dragons  | 24:17        | Amsterdam         | Amsterdam ArenA           |
| 2002 X      | 22. juni 2002 | Berlin Thunder     | Rhein Fire         | 26:20        | Düsseldorf        | Rheinstadion              |
| 2003 XI     | 14. juni 2003 | Frankfurt Galaxy   | Rhein Fire         | 35:16        | Glasgow           | Hampden Park              |
| 2004 XII    | 12. juni 2004 | Berlin Thunder     | Frankfurt Galaxy   | 30:24        | Gelsenkirchen     | Arena AufSchalke          |
| 2005 XIII   | 11. juni 2005 | Amsterdam Admirals | Berlin Thunder     | 27:21        | Düsseldorf        | LTU Arena                 |
| 2006 XIV    | 27. maj 2006  | Frankfurt Galaxy   | Amsterdam Admirals | 22:7         | Düsseldorf        | LTU Arena                 |
| 2007 XV     | 23. maj 2007  |                    |                    |              | Frankfurt         | Commerzbank-Arena         |

Frankfurt Galaxy har vundet flest gange med fire gange.